# Pierre Charles L’Enfant
Pierre Charles L’Enfant, francosko-ameriški vojaški inženir, * 2. avgust 1754, Anet (Eure-et-Loir), † 14. junij 1825, okrožje Prince George's, Maryland.
V ZDA je prišel kot vojaški inženir in postal častnik Kontinentalne vojske. Naredil je prvi načrt ulic Washingtona, D.C.
1. ↑  Find a Grave — 1996.
2. 1 2 3 4 5  Union List of Artist Names
3. ↑  https://www.arlingtoncemetery.mil/Explore/Notable-Graves/Science-Technology-Engineering/Pierre-Charles-LEnfant
4. ↑  Encyclopædia Britannica
5. ↑  SNAC — 2010.
6. ↑  Worthington G. The Vision of Pierre L’Enfant: A City to Inspire, A Plan to Preserve — 2005. — str. 1.
7. 1 2  Lee A. J. L’Enfant, Pierre-Charles // Grove Art Online — [Oxford, England], Houndmills, Basingstoke, England, New York: OUP, 2018. — doi:10.1093/GAO/9781884446054.ARTICLE.T050305
8. ↑  data.bnf.fr: platforma za odprte podatke — 2011.